# Orosz Légierő
Az Orosz Légierő (oroszul: Военно-воздушные силы Российской Федерации (Vojenno-vozdusnije szili Rosszijszkoj Ferederacii)) az Oroszországi Föderáció Fegyveres Erői egyik haderőneme. Feladata Oroszország légterének védelme.

## Szervezete
Az orosz katonai vezetés 2015. augusztus 1-jétől egy új fegyvernembe integrálta a légierőt, a légvédelmi, a rakétavédelmi és az űrvédelmi erőket – a légierő korábbi parancsnoka, Viktor Bondarev vezérezredes irányításával –, mely a lég- és űrvédelmi fegyvernem elnevezést kapta. Mivel a modern hadviselés központja a levegő és az űr felé tolódott el, az így kialakított fegyvernem optimálisabb megoldást tud nyújt az ország lég- és űrvédelmi hatékonyságának növelésére.
Fegyvernemek szerinti tagolódása:
- Repülőcsapatok
  - Távolsági repülőcsapatok
  - Katonai szállító repülőcsapatok
  - Frontrepülő csapatok
  - Csapatrepülők
- Légvédelmi rakétacsapatok
- Rádióelektronikai csapatok
- Speciális rendeltetésű erők

## Fegyverzete
| Származási hely            | Megnevezés          | Feladatkör                                | Mennyiség                           | Megjegyzés                                        |
| Bombázó repülőgépek        | Bombázó repülőgépek | Bombázó repülőgépek                       | Bombázó repülőgépek                 | Bombázó repülőgépek                               |
| -------------------------- | ------------------- | ----------------------------------------- | ----------------------------------- | ------------------------------------------------- |
| Szovjetunió                | Tu–22M3             | stratégiai bombázó repülőgép              | 204 db (további 90 db tartalékban)  |                                                   |
| Szovjetunió                | Tu–95MSZ            | stratégiai bombázó repülőgép              | 64 db                               | 32 db MSZ6 és 32 db MSZ16 változató               |
| Szovjetunió                | Tu–160              | stratégiai bombázó repülőgép              | 16 db                               |                                                   |
| Harci repülőgépek          |                     |                                           |                                     |                                                   |

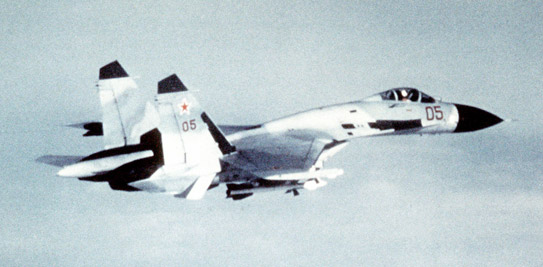
Szu-27-es

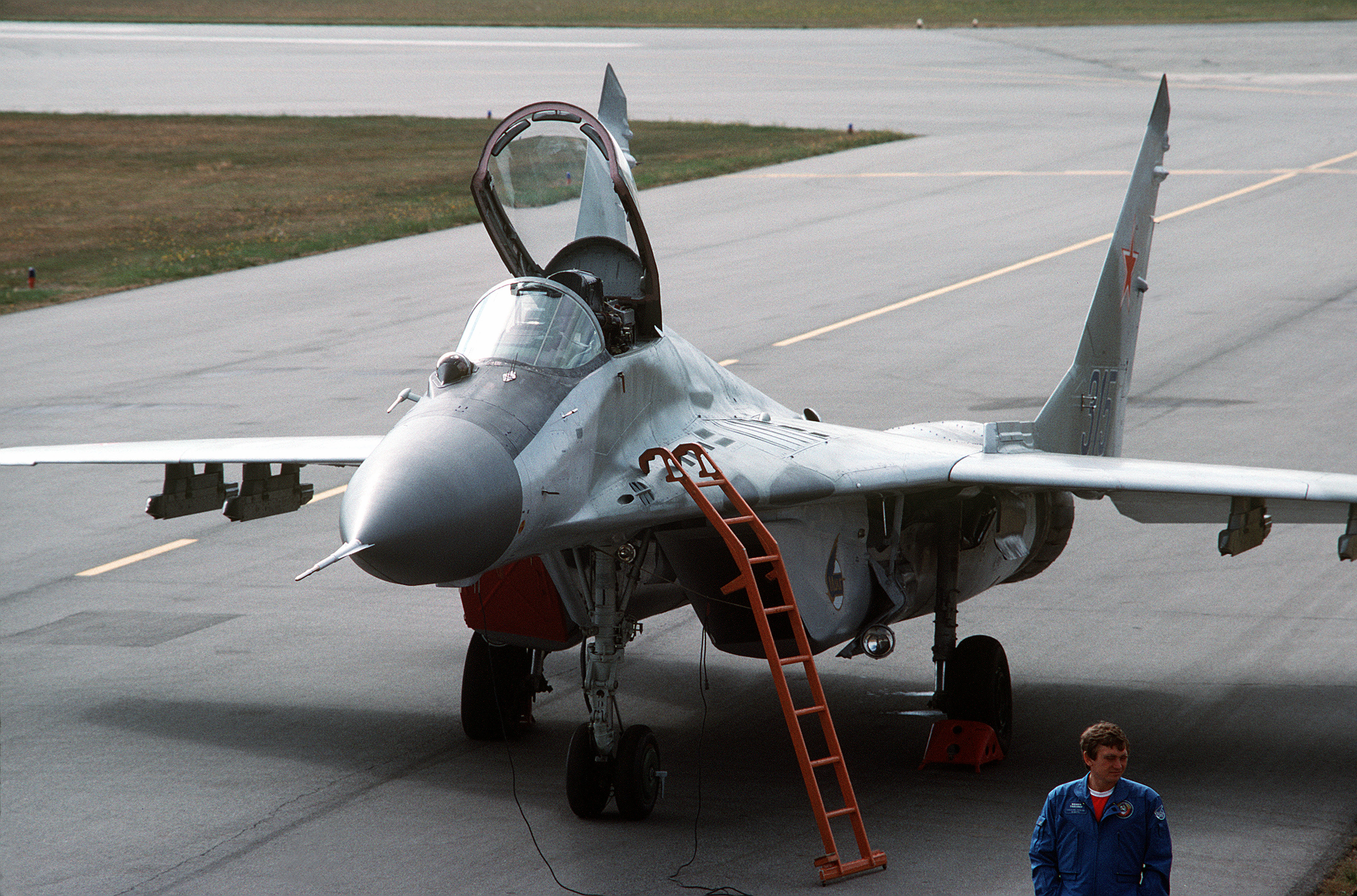
Orosz MiG-29-es.

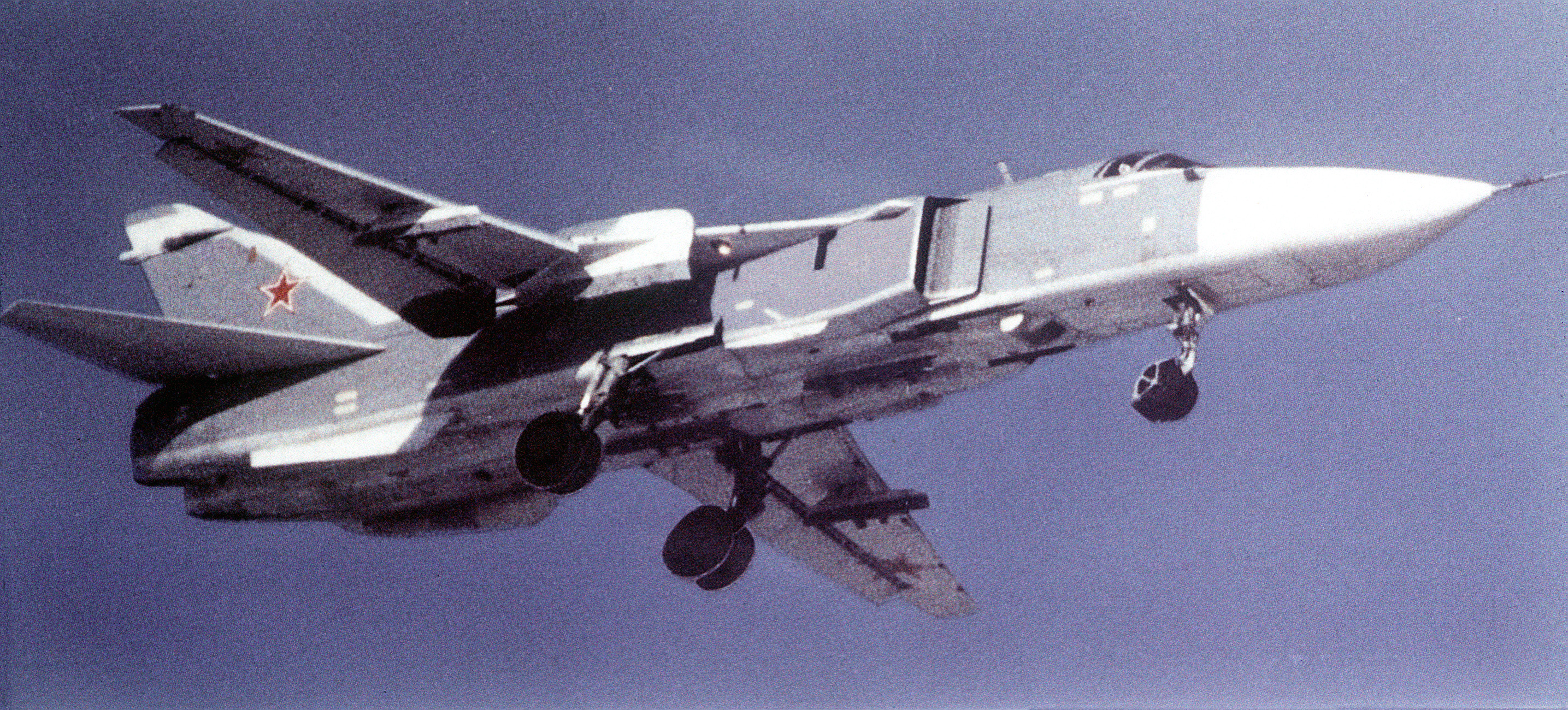
Szu-24 leszállása.

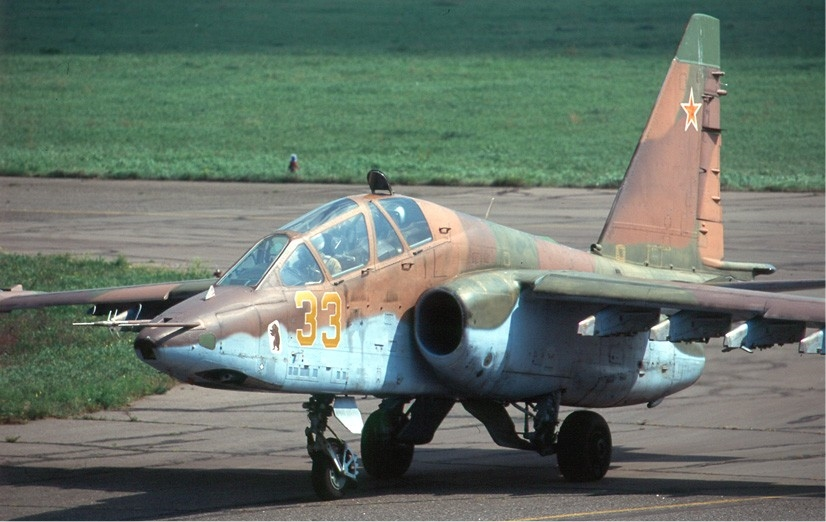
Szu-25UB

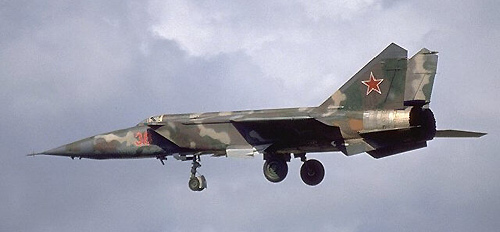
MiG–25

| Szovjetunió / Oroszország  | Szu–27              | vadászrepülőgép                           | 259 db                              | - További 72 darabot a haditengerészet üzemeltet. |
| Oroszország                | Szu–30              | vadászrepülőgép                           | 9 db                                |                                                   |
| Oroszország                | Szu–34              | vadászbombázó repülőgép                   | 9 db (további 48 db megrendelve)    |                                                   |
| Oroszország                | Szu–35              | vadászrepülőgép                           | 11 db (további 32 db megrendelve)   |                                                   |
| Szovjetunió / Oroszország  | MiG–29              | vadászrepülőgép                           | 265 db (további 150 db tartalékban) | - Ebből 34 db modernizált SZMT változatú.         |
| Szovjetunió / Oroszország  | MiG–31              | vadászrepülőgép                           | 168 db (további 100 db tartalékban) | - Ebből 10 db modernizált BM változatú.           |
| Szovjetunió                | Szu–24              | csapásmérő repülőgép                      | 344 db (további 120 db tartalékban) |                                                   |
| Szovjetunió / Oroszország  | Szu–25              | csapásmérő repülőgép                      | 302 db                              | - Ebből 40 db modernizált SZM változatú.          |
| Kiképző repülőgépek        |                     |                                           |                                     |                                                   |
| Oroszország                | Jak–130             | sugárhajtású kiképző repülőgép            | 8 db (további 50 db megrendelve)    |                                                   |
| Csehszlovákia              | L–39 Albatros       | sugárhajtású kiképző repülőgép            | 336 db                              |                                                   |
| Felderítő repülőgépek      |                     |                                           |                                     |                                                   |
| Szovjetunió                | A–50                | légtérellenőrző repülőgép                 | 13 db (további 8 db tartalékban)    | - Ebből 2 db U változatú.                         |
| Oroszország                | Il–80               | légi harcálláspont                        | 4 db                                |                                                   |
| Oroszország                | Tu–204              | légi harcálláspont/VIP szállító repülőgép | 2 db (további 6 db megrendelve)     |                                                   |
| Szállító repülőgépek       |                     |                                           |                                     |                                                   |
| Szovjetunió                | Il–76MD             | szállító repülőgép                        | 68 db                               |                                                   |
| Szovjetunió                | An–12               | szállító repülőgép                        | 126 db                              |                                                   |
| Szovjetunió                | An–32               | szállító repülőgép                        | 50 db                               |                                                   |
| Ukrajna                    | An–70               | szállító repülőgép                        | 1 db                                | - Tesztelés céljából.                             |
| Szovjetunió                | An–124              | szállító repülőgép                        | 12 db                               |                                                   |
| Légi utántöltő repülőgépek |                     |                                           |                                     |                                                   |
| Szovjetunió                | Il–78               | légi utántöltő repülőgép                  | 18 db                               |                                                   |
| Harci helikopterek         |                     |                                           |                                     |                                                   |
| Szovjetunió                | Mi–24V/PN           | harci helikopter                          | 280 db                              | - Ebből 252 db V, 28 db pedig PN változatú.       |
| Oroszország                | Mi–28N              | harci helikopter                          | 38 db                               |                                                   |
| Oroszország                | Ka–52               | harci helikopter                          | 8 db                                | - A különleges erők használatában.                |
| Szállító helikopterek      |                     |                                           |                                     |                                                   |
| Szovjetunió / Oroszország  | Mi–8                | szállító helikopter                       | 211 db                              | - Ebből 19 db MTV-5, 32 db pedig AMTSh változatú. |
| Szovjetunió                | Mi–26               | szállító helikopter                       | 30 db                               |                                                   |
| Oroszország                | Ka–226T             | szállító helikopter                       | 3 db                                |                                                   |
| Kiképző helikopterek       |                     |                                           |                                     |                                                   |
| Oroszország                | Kazany Anszat       | kiképző helikopter                        | 15 db                               |                                                   |

## Lásd még
- Az Oroszországi Föderáció Fegyveres Erői
- Európai országok légierői